# 明善寺 (館林市)
明善寺（みょうぜんじ）は、群馬県館林市大島町にある真言宗豊山派の寺院。

## 歴史
創建年代は不明である。ただ当地は館林城の城主赤井氏の「赤井七騎」の一人である片見師方が「北大島館」を構えていた所であることから、師方や片見氏と何らかの関係があった可能性がある。
境内には、本堂に匹敵する規模の薬師堂がある。茅葺の建物であるが、現在は青い鉄板で覆われている。

## 交通アクセス
- 路線バス正儀内東停留所より徒歩8分。